# Иофе, Виктор Кивович
Виктор Кивович Иофе (9 августа 1907, Чернигов — 2000, Санкт-Петербург) — советский учёный-радиотехник, специалист в области электроакустики. Доктор технических наук (1970), профессор.

## Биография
Родился в Чернигове в семье Кивы Иосифовича Иофе (1885—1977) и Рейзл Фроимовны (Розы Ефремовны) Фейгиной (урождённой Гандельсман, 1887—1976). Окончил в 1930 году Ленинградский электротехнический институт.
С 1930 и до конца 1990-х гг. работал в НИИРПА — НИИ Радиовещательного приема и акустики им. А. С. Попова (до 1936 Центральная радиолаборатория): лаборант отдела акустики, инженер, зав. лабораторией аэроакустики, 1946-73 начальник отдела акустики, с 1973 научный консультант.
Одновременно с 1931 года преподавал в вузах — читал курс лекций по аэроакустике в ЛЭТИ, а в последующий период — в Ленинградском институте киноинженеров (ЛИКИ) и Военной академии связи им. С. М. Будённого. Доцент (1936), профессор (1972).
В 1930-е годы — автор научных исследований, связанных с вопросами пеленгации самолётов по звуку. Выполнил теоретические и практические работы, которые легли в основу создания первых в СССР громкоговорителей.
Во время войны работал в США у Гарри Олсона.
В 1970-е гг. был председателем советской рабочей группы К-та № 29В (электроакустика) Международной электротехнической комиссии (МЭК).
Доктор технических наук (1970) (степень присуждена на основании доклада «Некоторые вопросы приема и воспроизведения звука»).

## Семья
- Первая жена — Дина Самуиловна Бакшт (1907—1977).
  - Дочь — Иза Викторовна Варшавская (1932—?), сотрудник ЦКТИ имени И. И. Ползунова в Ленинграде.
- Вторая жена — Тамара Георгиевна Иофе (урождённая Федотова, 1910—1957).
  - Сын — Вениамин Викторович Иофе, историк и диссидент.

## Публикации
- Справочник по акустике / Виктор Кивович Иофе, Вадим Георгиевич Корольков, М. А. Сапожков; Общ. ред.: М. А. Сапожков. — М.: Связь, 1979. — 312 с.: ил. — Библиогр.: с. 309—310.
- Бытовые акустические системы / Виктор Кивович Иофе, Марк Викторович Лизунков. — М.: Радио и связь, 1984. — 96 с.: ил.
- Расчетные графики и таблицы по электроакустике [Текст] / В. К. Иофе, А. А. Янпольский. — Москва, Ленинград: Госэнергоиздат, 1954. — 524 с., 1 л. граф.: граф.; 23 см.
- Иофе, Виктор Кивович. Электроакустика [Текст]: [Учеб. пособие для техникумов связи]. — Москва: Связьиздат, 1954. — 184 с.: ил.; 23 см.